# Erpodium perrottetii
Erpodium perrottetii là một loài rêu trong họ Erpodiaceae. Loài này được Mont. A. Jaeger mô tả khoa học đầu tiên năm 1876.